# Florian Kath
Florian Kath (* 21. Oktober 1994 in Balingen) ist ein ehemaliger deutscher Fußballspieler. 

## Karriere
Florian Kath spielte seit seinem fünften Lebensjahr in der Jugend der TSG Balingen und rückte zur Saison 2012/13, obwohl noch A-Jugendlicher, fest in den Balinger Oberligakader auf, wo er sich schnell als Stammspieler festsetzte. Durch seine Leistungen wurden mehrere höherklassige Klubs auf das Talent aufmerksam und Kath wechselte im Sommer 2013 zum SC Freiburg, bei dem er zunächst für das Regionalligateam spielte. Ursprünglich Außenverteidiger, wurde er mit der Zeit offensiver eingesetzt. Im Januar 2015 nahm Kath nach dem Abgang von Sebastian Freis überraschend am Wintertrainingslager der Freiburger Profis teil und kam schließlich am 15. Februar 2015 beim 2:0-Auswärtssieg gegen Hertha BSC per Einwechslung zu seinem Debüt in der Bundesliga. In der Saison 2016/17 war er in die 3. Liga an den 1. FC Magdeburg ausgeliehen und kehrte nach Saisonende wieder nach Freiburg zurück. Dort erzielte er beim 2:1-Sieg gegen den 1. FSV Mainz 05 am 25. November 2017 (13. Spieltag) sein erstes Bundesligator.
Nachdem Kath in Folge von Verletzungsproblemen seit Sommer 2018 in über zwei Jahren lediglich zu zwei Einsätzen für die Freiburger Zweitmannschaft gekommen war, wurde er im Oktober 2020 für die restliche Saison 2020/21 erneut an den 1. FC Magdeburg in die 3. Liga verliehen. Zur Saison 2021/22 erwarben die Magdeburger schließlich die Transferrechte an Kath. Mit dem Verein stieg er 2022 als Drittliga-Meister in die 2. Bundesliga auf. Kath konnte verletzungsbedingt letztmals im Februar 2022 an einem Pflichtspiel mitwirken, bis zu seinem Vertragsende im Sommer 2023 fiel er mit Pfeiffer-Drüsenfieber und Problemen an der Achillessehne und Achillesferse aus. 
Kath hielt sich ab Februar 2024 als vertragsloser Spieler in der zweiten Mannschaft des 1. FC Magdeburg fit und gab im März 2024 in einem Spiel der Oberliga Nordost sein Comeback. Im Mai 2024 beendete er aus gesundheitlichen Gründen seine Profikarriere. Seit der Saison 2024/25 steht er im Kader des Bezirksligisten SV Dotternhausen – als Ersatztorhüter.
Sein Bruder Markus Kath spielte ebenfalls Fußball für die TSG Balingen.

## Erfolge
- Aufstieg in die 1. Bundesliga: 2016 mit dem SC Freiburg
- Aufstieg in die 2. Bundesliga: 2022 mit dem 1. FC Magdeburg

## Sonstiges
Angelehnt an Nicklas Bendtner trägt Florian Kath den Spitznamen Lord Katho, den er seinen Mannschaftskollegen und einer satirischen Social-Media-Fanseite zu verdanken hat.